# Richard Baron (botânico)

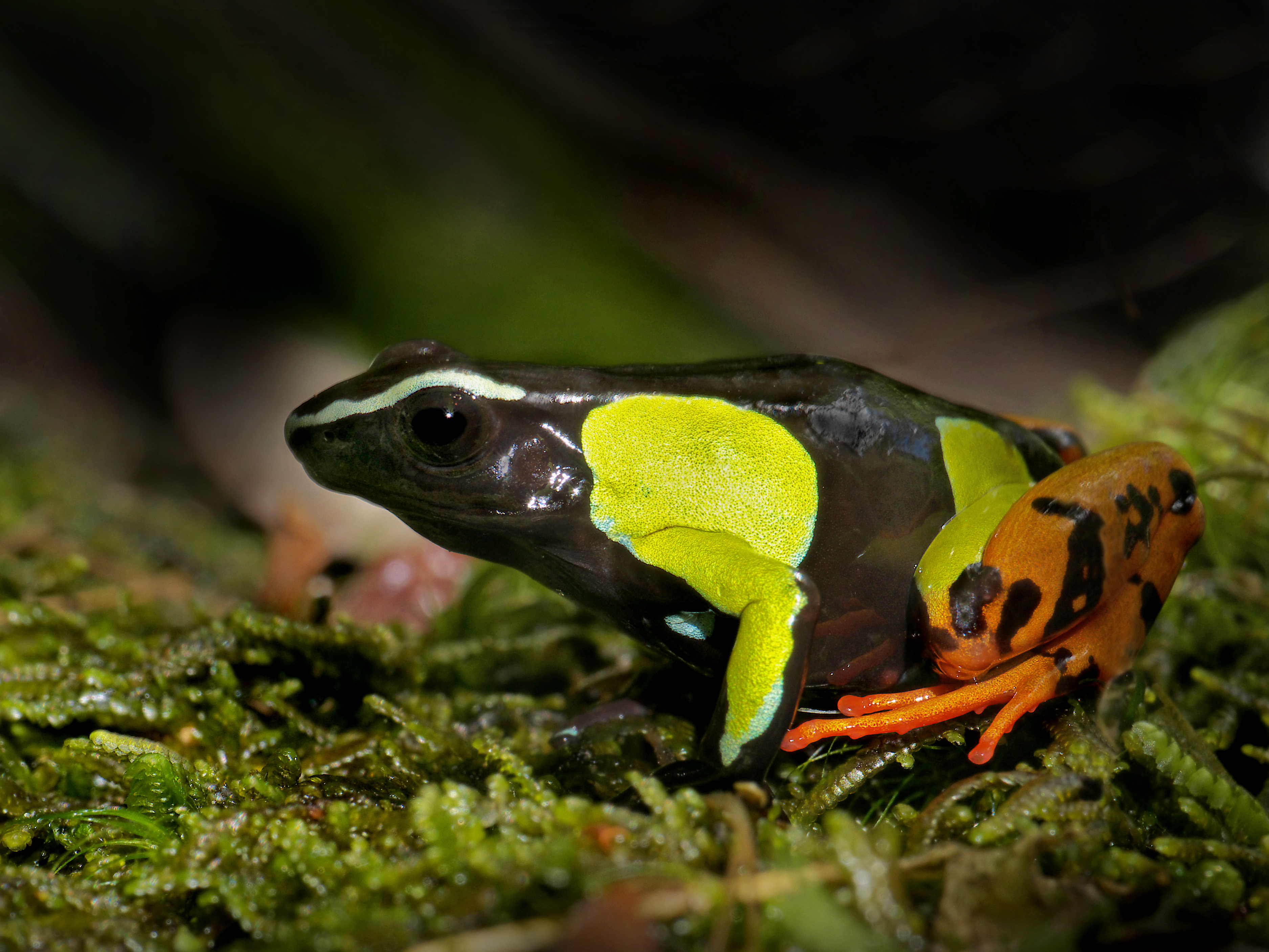
Mantella baroni é uma espécie endêmica de malgaxe, cujo nome foi inspirado em Richard Baron.

Rev. Richard Baron (8 de setembro de 1847 - 12 de outubro de 1907) foi um missionário e botânico inglês que trabalhou e viveu em Madagáscar de 1872 a 1907.
Baron estudou no Lancashire College. Durante sua missão em Madagáscar, a partir de 1872, ele viajou extensivamente e colecionou um grande número de plantas; ele enviou cerca de 12 mil espécimes para o Royal Botanical Gardens, Kew, e também depositou coleções em outros herbários. Ele pode ter descoberto até mil novas espécies de plantas. Além da botânica, Baron também se interessava por geologia e coletava anfíbios. Ele aprendeu rapidamente malgaxe e publicou os primeiros livros de língua malgaxe sobre plantas e geologia. Juntamente com James Sibree Jr., outro missionário, ele editou o jornal em inglês Antananarivo Annual.
Seu Compendium des plantes malgaches foi o primeiro resumo das espécies de plantas vasculares conhecidas em Madagáscar. Foi compilado em vários volumes de 1900 a 1906 e acabaria listando mais de 4700 espécies e variedades em 970 gêneros.
Baron morreu em 1907 de um ataque de febre enquanto ele estava na Inglaterra. Vários táxons malgaxes receberam seu nome, incluindo os gêneros de plantas Baronia, Baroniella e Neobaronia.

## Bolsas de estudo
- Membro da Sociedade Linnean, 1882
- Companheiro da Sociedade Geológica, 1889
- Membro da Académie Malgache, 1902